# Pfarrhaus (Geilsheim)

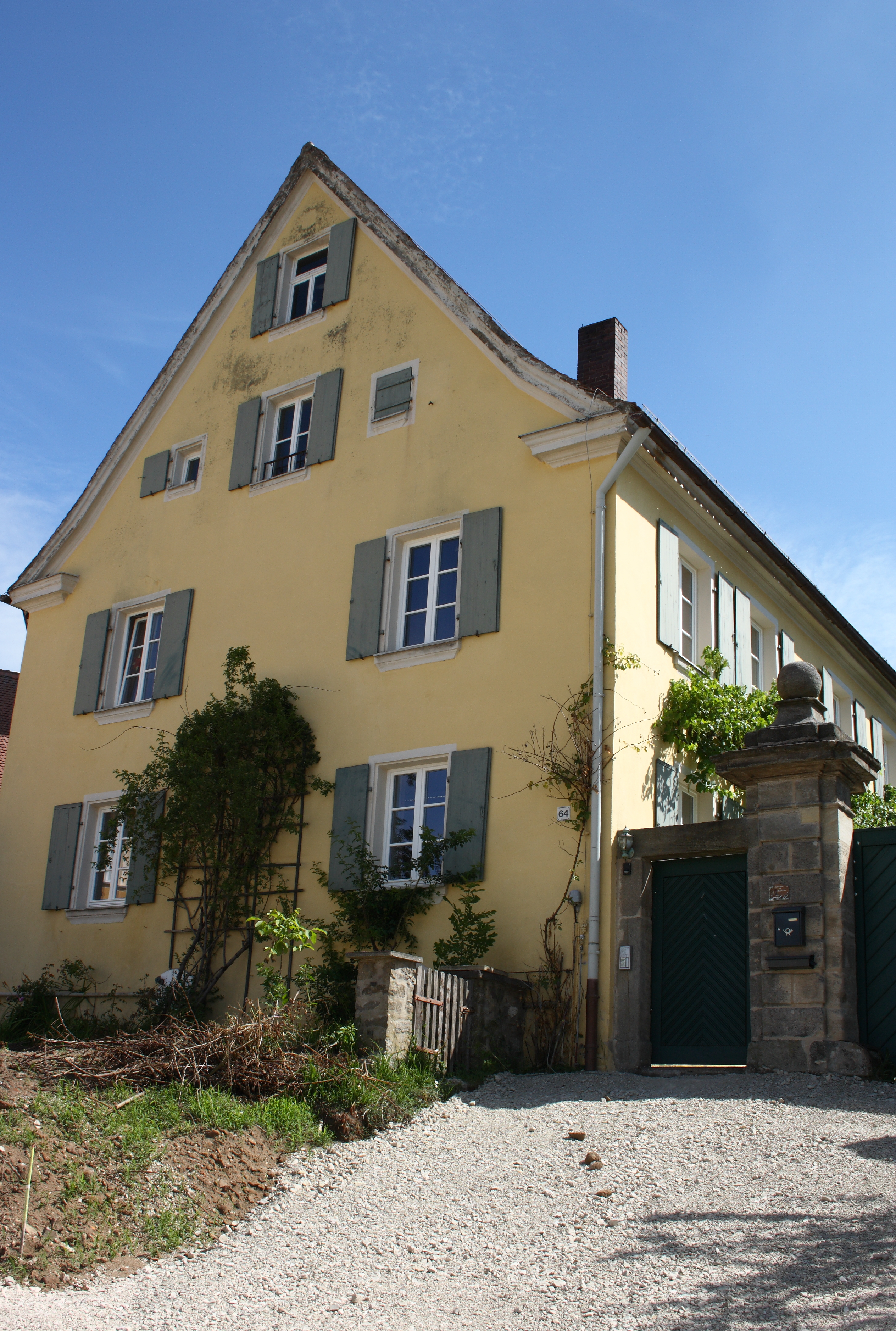
Pfarrhaus in Geilsheim

Das Pfarrhaus in Geilsheim, einem Gemeindeteil von Wassertrüdingen im mittelfränkischen Landkreis Ansbach in Bayern, wurde im 18. Jahrhundert errichtet. Das Pfarrhaus  mit der Adresse Geilsheim 64, gegenüber der evangelisch-lutherischen Pfarrkirche Heilig Kreuz, ist ein geschütztes Baudenkmal.
Der zweigeschossige Putzbau mit Steildach besitzt zwei zu fünf Fensterachsen.